# Síť (film, 1995)
Síť (orig. The Net) je americký filmový politický thriller z roku 1995 režiséra Irwina Winklera v hlavních rolích se Sandrou Bullock a Jeremym Northamem.

## Děj
Na začátku filmu spáchal sebevraždu náměstek ministra obrany Michael Bergstrom poté, co se dozvěděl, že je HIV pozitivní.
Angela Bennettová je systémová analytička z Los Angeles, která pracuje z domova pro společnost Cathedral Software v San Franciscu. Její vztahy s kolegy se kompletně odehrávají přes internet a po telefonu, její kontakt se sousedy je rovněž minimální. Její matka je v ústavu s Alzheimerovou chorobou. Její kolega Dale jí pošle disketu s backdoorem označeným "π" k běžně užívanému antivirovému programu "Gatekeeper", který prodává společnost Gregg Microsystems patřící Jeffu Greggovi. Dale a Bennettová si domluví schůzku, ale navigační systém v Daleově soukromém letadle selže a Dale zemře.
Angela odcestuje na dovolenou na Cozumel v Mexiku, kde se seznámí s Jackem Devlinem. Devlin zaplatí zlodějovi, aby ukradl Angelinu kabelku s disketou a pak zloděje zastřelí. Na svém člunu potom Angelu svede, ale ta najde jeho zbraň. Když Angela s disketou a Devlinovou peněženkou prchá, její záchranný člun narazí do skály, což disketu zničí. Angela leží tři dny v bezvědomí v nemocnici.
Když se Angela probudí, zjistí, že všechny záznamy o jejím životě byly smazány. Byla odhlášena z hotelu, její auto není, kde ho nechala, její kreditní karty nefungují, její dům je prázdný a volný k prodeji. Protože ji nikdo z jejích sousedů nikdy neviděl, nemohou potvrdit její identitu. Její číslo sociálního pojištění je nyní přiděleno Ruth Marxové, která má trestní záznamy. Další žena získala její identitu v Cathedral Software. Podvodnice jí nabízí zpět její život výměnou za disketu. Angela kontaktuje jedinou další osobu, která ji osobně zná psychiatra a bývalého přítele Alana Championa. Ten ji ubytuje v hotelu a nabídne jí, že kontaktuje přítele u FBI a zařídí, aby byla Angelina matka přesunuta do bezpečí.
Angela zjistí, že u Bergstroma, který se stavěl proti programu Gatekeeper, došlo k záměně diagnózy. Hacker "Cyberbob" spojí π s pretoriány, známou skupinou kyberteroristů, která je spojená s nedávnými selháními počítačů různých institucí. Dohodnou se, že se sejdou, ale pretoriáni jejich chat přeruší. Angela znovu uteče před Devlinem. Pretoriáni změní Championovi lékařské záznamy a tím způsobí jeho smrt. Poté, co je Angela dopadena policií, osvobodí ji muž, který tvrdí, že je Championův přítel z FBI, z vězení, ale Angela zjistí, že je podvodník, způsobí nehodu, při které muž zemře, a znovu uteče.
Angela je nyní hledaná pro vraždu a vydá se do kanceláří Cathedral, kde použije počítač ženy, která ji nahradila, spojí teroristy s Gregg Microsystems a odhalí jejich komplot - když pretoriáni sabotují počítačový systém nějaké instituce nebo společnosti, Gregg jim prodá Gatekeepera, a tak získá přes backdoor neomezený přístup k jejich datům. Angela odešle důkazy FBI a připraví na Devlina past. Ten tak zničí Greggovu databázi, což zároveň Angele vrátí její původní identitu. Během krátké honičky pak Devlin spadne a zemře. Film končí, když je Angela se svou matkou doma a celý komplot je odhalen.

## Obsazení
| Sandra Bullock | Angela Bennettová |
| Jeremy Northam | Jack Devlin       |
| Dennis Miller  | Dr. Alan Champion |
| Wendy Gazelle  | Ruth Marxová      |
| Ken Howard     | Michael Bergstrom |

## Ohlas
Reakce kritiky na film byly smíšené. Server Rotten Tomatoes hodnotí Síť 36% na základě 47 recenzí. Uživatelé ČSFD hodnotí film průměrně 63%.

## Pokračování
Na film navázal spin-off seriál stejného jména. Postavu Angely Bennettové v něm ztvárnila Brooke Langton. V roce 2006 byl uveden navazující film s názvem Síť 2.0, který režíroval syn Irwina Winklera Charles. Pojednává o systémové analytičce Hope Cassidy, kterou ztvárnila Nikki DeLoach, která dorazí kvůli své nové práci do Istanbulu, ale zjistí, že jí byla ukradena identita.